# Nilüfer Belediye Spor Kulübü (pallavolo)
Il Nilüfer Belediye Spor Kulübü  è un club pallavolistico turco, con sede a Bursa: milita nel campionato turco di Sultanlar Ligi e fa parte della polisportiva Nilüfer Belediye Spor Kulübü.

## Storia
La squadra di pallavolo femminile del Nilüfer Belediye Spor Kulübü nasce nel 1999 all'interno dell'omonima polisportiva. Nella stagione 2008-09 il club esordisce nella Voleybol 1. Ligi. Nella stagione successiva giunge fino alle semifinali di Coppa di Turchia.

## Rosa 2024-2025
| N° | Nome              | Ruolo | Data di nascita  | Nazionalità sportiva |
| -- | ----------------- | ----- | ---------------- | -------------------- |
| 1  | Julia Szczurowska | O     | 29 luglio 2001   | Polonia              |
| 3  | Selin Adalı       | L     | 11 giugno 2003   | Turchia              |
| 4  | Işıl Öz           | L     | 12 aprile 1998   | Turchia              |
| 5  | Melisa Bükmen     | S     | 24 febbraio 2004 | Turchia              |
| 7  | Nazlı Kafkas      | P     | 16 novembre 2001 | Turchia              |
| 8  | Firdevs Kiremitçi | C     | 29 giugno 1999   | Turchia              |
| 12 | Ezgi Uludağ       | S     | 27 novembre 2001 | Turchia              |
| 13 | Bilge Paşa        | C     | 24 ottobre 2005  | Turchia              |
| 15 | Selin Uygur       | C     | 18 agosto 1992   | Turchia              |
| 16 | Gizem Türegün     | S     | 2 marzo 2009     | Turchia              |
| 17 | Selin Çalışkan    | P     | 3 giugno 2005    | Turchia              |
| 19 | Bojana Milenković | S     | 6 marzo 1997     | Serbia               |
| 21 | Sila Yaşar        | C     | 13 novembre 2006 | Turchia              |

## Palmarès
- BVA Cup: 1

2011